# Biron (kurländsk adelsätt)
Biron och von Bühren (ursprungligen Bühren) är en kurländsk furstlig adelsätt härstammande från Westfalen med idag fortlevande medlemmar.
Ätten erhöll 1638 polsk adelskap, 1730 tysk riksgrevlig värdighet och var 1737-1795 regerande furstehus i Kurland, känd genom bland andra hertig Ernst Johann von Biron av Kurland (son till Karl von Bühren), och hans son Peter von Biron, vilken efter stora klagomål förlorade sitt hertigdöme till Katarina II av Ryssland. Han var far till Wilhelmine av Kurland. Vid sin abdikation förbehöll sig släkten furstliga höghetsrättigheter.